# Cabo Norte (Nova Zelândia)
O Cabo Norte / Otou (em maori: Otou) é o ponto mais ao norte das principais ilhas da Nova Zelândia. Na ponta nordeste da Península de Aupōuri, o cabo fica 30 quilômetros a leste e três quilômetros ao norte do Cabo Reinga. O nome Cabo Norte às vezes é usado para se referir apenas ao cabo conhecido em maori como Otou, que tem vista para a Ilha Murimotu, e às vezes apenas para o ponto leste da Ilha Murimotu. Também é usado para se referir a todo o promontório maior que se estende por cerca de cinco quilômetros da Ilha Murimotu em direção ao oeste até Kerr Point e inclui os Penhascos Surville. A Statistics New Zealand usa uma área estatística chamada Cabo Norte para dados populacionais, que se estende ao sul da Península de Aupōuri até Houhora Heads.
O Cabo Norte, um dos quatro cabos cardeais da Nova Zelândia, foi batizado por James Cook, comandante do Endeavour em sua viagem de 1769-1770. Na época, os outros Cabos Cardinais foram denominados Cabo Leste [en], Cabo Oeste e Cabo Sul.
O Cabo Norte já foi uma ilha formada por um vulcão marinho. A areia depositada pelas correntes oceânicas acabou formando um tômbolo conhecido como Waikuku Flat, que unia a ilha ao restante da Península de Aupōuri. O promontório e a planície combinados agora formam a Península do Cabo Norte.
Uma grande parte de Cabo Norte está incluída na Reserva Científica de Cabo Norte. O objetivo da reserva é proteger a flora e a fauna exclusivas da área, algumas delas endêmicas de uma pequena área em Surville Cliffs. Uma cerca eletrificada foi erguida em 2000 para criar uma ilha continental, excluindo os marsupiais, porcos selvagens e cavalos semi-selvagens da área. A reserva é fechada ao público e gerenciada pelo Departamento de Conservação (DoC).
Grande parte de Waikuku Flat está em outra reserva do DoC, a Mokaikai Scenic Reserve, que se estende ao sul até o Porto de Parengarenga [en]. Essa reserva é aberta ao público, mas o acesso à terra é feito por meio de uma área de propriedade tribal maori e é necessária uma autorização do órgão maori controlador para atravessar a terra. Outra faixa de terra maori fica entre a reserva Mokaikai e a reserva Cabo Norte. Essa faixa inclui a parte sul de Cabo Norte e a borda norte de Waikuku Flat. Ela se estende de Kerr Point e da extremidade norte de Baía de Tom Bowling, na costa norte, até Ponto Tokatoka, na costa oeste.

## Penhascos de Surville

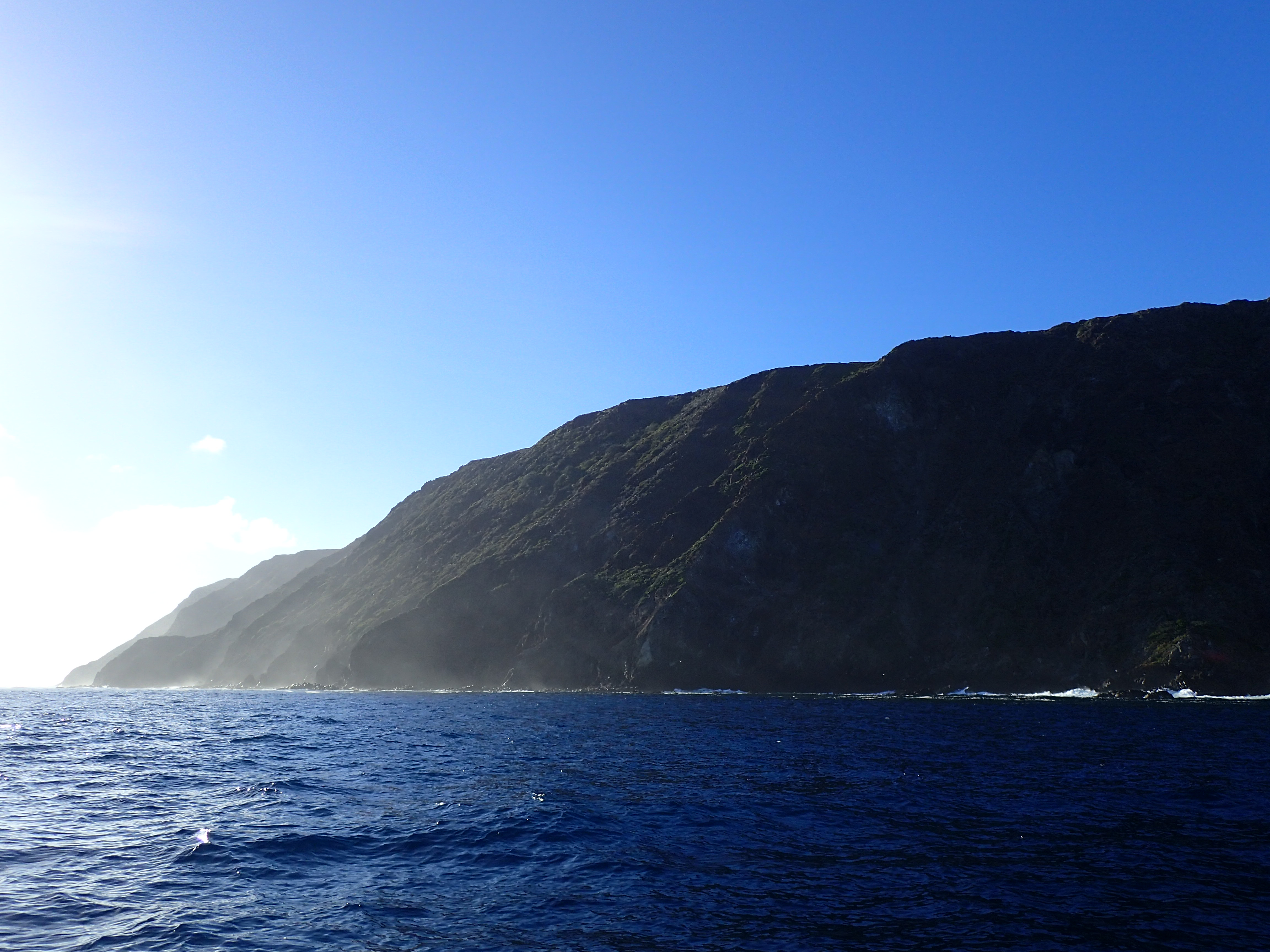
Penhascos de Surville, do noroeste

Os penhascos de Hikurua / de Surville são o ponto mais ao norte do continente da Nova Zelândia, localizado na ponta do Cabo Norte. No passado, os penhascos foram algumas vezes chamados de Kerr Point, mas o verdadeiro Kerr Point fica a uma curta distância, na extremidade oeste do Cabo Norte. A primeira descoberta europeia dos penhascos foi feita por Jean-François-Marie de Surville [en] em dezembro de 1769, quando ele navegou com seu navio St Jean Baptiste para a Nova Zelândia a fim de encontrar um ancoradouro seguro para cuidar da tripulação doente. Ele as encontrou apenas alguns dias antes de serem vistas por James Cook.
Os penhascos expõem 1,2 quilômetros quadrados de rochas máficas peridotitas serpentinizadas. Eles formam um ambiente único que suporta várias plantas ameaçadas e em perigo de extinção endêmicas da área, incluindo:
- Pittosporum ellipticum subsp. serpentinum
- Hebe brevifolia
- Hebe ligustrifolia
- Helichrysum aggregatum
- Leucopogon xerampelinus[3]
- Pimelea tomentosa
- Phyllocladus trichomanoides [en] (tanekaha)
- Pseudopanax lessonii [en]
- Uncinia perplexa[4]